# Maria Walewska

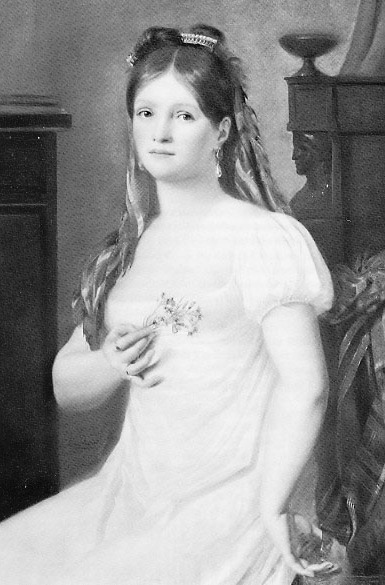
Maria Walewska

Maria Walewska, född Łączyńska den 7 december 1786 i Kiernozia nära Łódź, död 11 februari 1817 i Paris, var en polsk adelsdam och känd för sitt förhållande med Frankrikes kejsare Napoleon I.  

## Biografi
Maria Walewska var dotter till adelsmannen Mateusz Łączyński och Ewa Zaborowska. Som flicka hade hon Frederik Chopins far Nicolai som privatlärare. Hon gifte sig 1804 vid arton års ålder med den mycket äldre greve Athenasius Walewski och födde 1805 en son, som troligen hade en annan biologisk far än maken. 
Napoleon I och Maria träffades första gången hos Michał Jerzy Poniatowski den 1 januari 1807 i Blonie (eller Jabłonna) i Polen; enligt andra källor på en bal på kungliga slottet i Warszawa. Napoleon blev förälskad i den blåögda och blonda Maria och paret inledde ett förhållande. Hon följde med honom på hans fälttåg till Ostpreussen, men tycks inte ha följt honom på hemresan till Frankrike. Däremot gjorde hon honom sällskap i Wien under hans ockupation av staden 1809. Den 4 maj 1810 födde Maria sin andra son, Alexander Walewski. Denna graviditet och födsel ska ha övertygat Napoleon om att det inte var han utan hans fru Josephine de Beauharnais som var orsaken till att han inte hade fått några barn inom äktenskapet, något som bidrog till hans skilsmässa. Maria Walewska fick efter graviditeten ett underhåll och en bostad i Paris och 1812 även en civil skilsmässa från sin make. På grund av sitt förhållande med Napoleon kallades hon informellt "kejsarens polska hustru". Hon besökte Napoleon i hans exil på Elba 1814 och träffade honom också under de hundra dagarna 1815. 
Hennes skilsmässa var inte godkänd av kyrkan. När hennes före detta make avled 1814 kunde hon i september 1816 i Bryssel gifta om sig med Napoleons syssling greve Philippe Antoine d'Ormano. Paret bosatte sig i Liége i Belgien då d'Ormano i egenskap av Bonapartist och officer i kejsardömet efter Napoleons fall 1815 inte kunde återvända till det rojalistiska Frankrike. Marie Walewska dör emellertid redan 1817 av njursten, bara sex månader efter att hon fött sin tredje son. Hennes ättlingar lever idag i Frankrike. 
Kärleksförhållandet mellan Maria Walewska och Napoleon skildras i filmen Marie Walewska från 1937 med Greta Garbo och Charles Boyer i huvudrollerna.
Maria Walewska har inte givit namn åt sjötunga Walewska, utan maträtten skapades som hyllning åt Walewskas sons hustru i andra giftet, som också bar namnet Maria.